# Vöcklabruck
Vöcklabruck (prononciation allemande: [fœklaˈbʁʊk]) est une ville qui se trouve en Haute-Autriche dans les Préalpes autrichiennes à environ 433 mètres d'altitude, sur la rivière Vöckla.

## Situation et description
Elle est proche de l'autoroute A1 (A1 Autobahn) et de l'autoroute B1. Capitale du district de Vöcklabruck, située au sud-ouest de la Haute-Autriche, cette ville est une sous-préfecture régionale qui compte environ 12 000 habitants et touche à la région Innviertel-Hausruckwald (de). Vöcklabruck est une importante ville administrative, commerciale et académique (scolaire). C'est le deuxième bassin économique de Haute-Autriche. Elle en est aussi une des capitales culturelles.
Vöcklabruck est passé d'une population de 11 715 habitants en 2001 à 11 900 h en 2005, à 11 928 h au 31 juillet 2007, à 11 889 au 31 octobre 2008, à 11 940 au 1er avril 2009 et à 11 885 habitants au recensement du premier janvier 2010 (129 943 pour l'ensemble du district de même nom). Elle accueille environ 6 000 élèves ou étudiants.
En raison de sa proximité avec les lacs de la région du Salzkammergut (la ville est à 11 km de l’Attersee, 16 km du Traunsee, 40 km du Mondsee, 68 km du Hallstättersee et 72 km du Wolfgangsee) Vöcklabruck (VA dans les dépliants touristiques) est aussi dénommée comme la « porte du Salzkammergut » (« Tor zum Salzkammergut »), ou autrement dit le portail touristique de la région du Salzkammergut. Elle a été choisie pour accueillir la Rencontre européenne des tireurs d'élite (Europäisches Schützentreffen) en 2003, et a, par la suite, été la ville hôte d'autres événements tels que le Musiktage Internationale (rassemblement musical international), une exposition de jardins régionaux (Landesgartenschau, 2007), un festival de la fraise (Erdbeerfest)…
La ville est le siège de l'Assemblée générale des Pauvres sœurs écolières séraphiques ("Armen Schulschwestern vom III. Orden des hl. Franziskus Seraphikus") de saint François, institut religieux féminin de droit pontifical.

La ville comprend six banques, deux centres vétérinaires, trois pharmacies, un hôpital, un poste de police, un service de lutte contre les incendies, un service de dépannage, quatre agences de voyages, un service de location de voitures, une gare, un réseau d'autobus, un réseau radio de taxis, 15 établissements d’éducation, plusieurs bibliothèques, trois musées, un stade et plusieurs salles de sport… Le stationnement y est gratuit le vendredi après-midi et le samedi.
La cité est située en bordure de la grand-route reliant Salzbourg à Linz, et à mi-chemin entre ces deux grandes villes. Elle doit son origine à la présence d'un pont sur la Vöckla, pont dont l'existence est attestée dès 1134 (d'où son nom, pont se disant Brücke en allemand). Le nom lui-même de la rivière dérive de celui d'une personne (Vechela) et du vocable Ache, signifiant « eau qui coule » ou « rivière ». La première mention de la ville (comme Vecclabrucce) date de 1143. En 1246, la ville prit rang de marché ; elle fut fortifiée dans la deuxième moitié du XIVe siècle.

## Monuments et musées

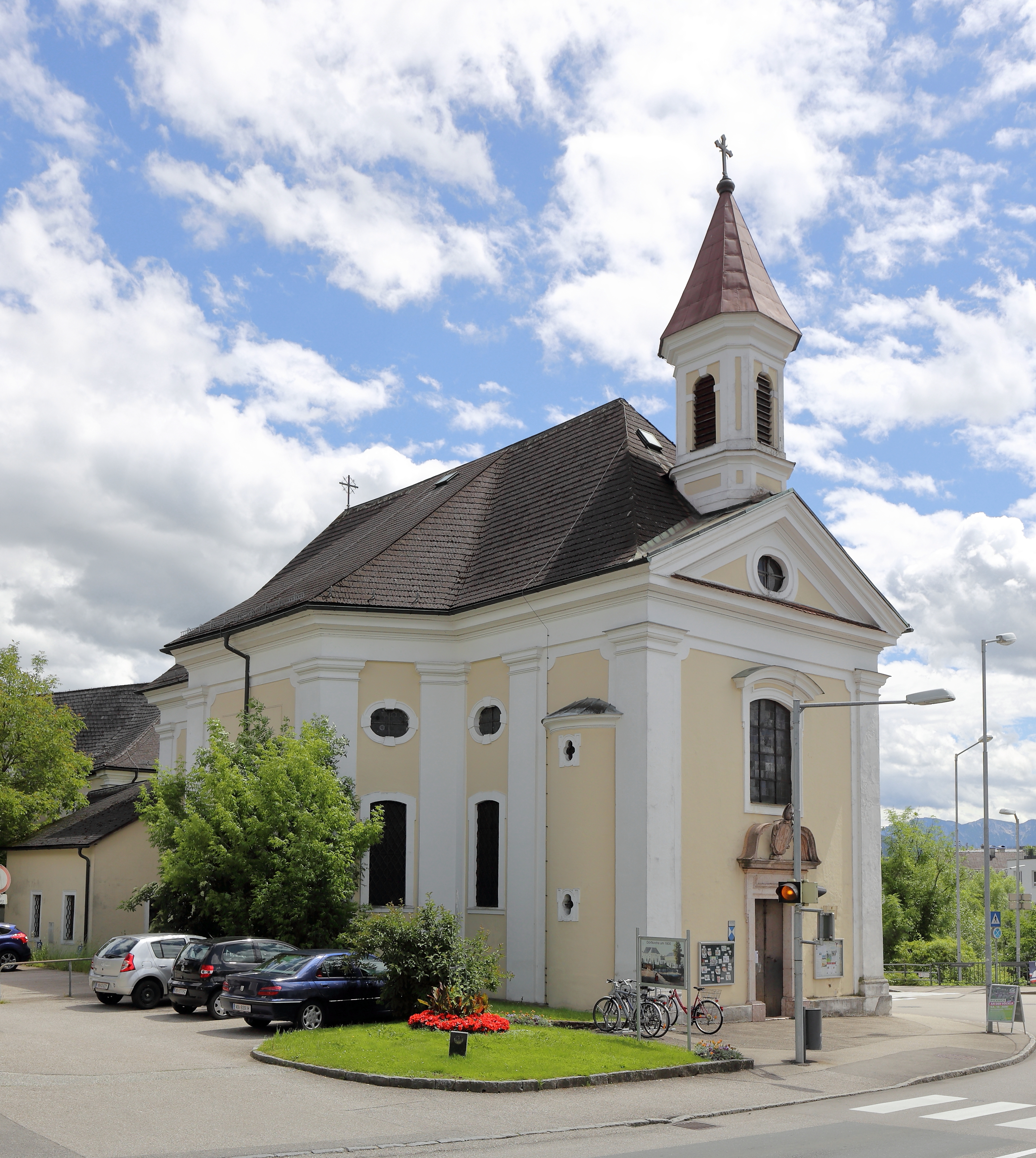
L'église Saint-Égide

- Deux tours d’armes[3], chacune à une extrémité de la place municipale ("Stadtplatz"), centre historique de la ville. Les fresques sur ces tours ont été découvertes dans les années 1960. Datant de 1502, elles sont dues à l'architecte attitré de la cour du Tyrol Jörg Kölderer (celui-ci a également peint les fresques de la Saggenburg à Innsbruck, détruites lors de l'année 1766).
- L’église Saint-Égide ("Ägidiuskirche"), ou église Dörfl (Dörflkirche), restaurée en 1980. Le bâtiment central projeté en croix (Kreuzgrundriß) de cette église baroque a été construit par Carlo Antonio Carlone, en 1688-1691, et décoré par Giovanni Battista Carlone (son frère) de stucs et de fresques de Carlo Antonio Bussi, et sur la gauche par Vöcklaufer.
- Église Maria Schöndorf ou encore église schöndorfoise ("Kirche Maria Schöndorf", "Schöndorfer Kirche") : église médiévale fortifiée construite avant 824, située sur le plateau Schöndorfer, Friedhofstraße. D'après une plaque apposée sur sa façade d'entrée, elle a été rénovée en 1422, 1644, 1760, 1870, 1902, 1935, 1959, 1974, 1996. Les vicissitudes de l'Histoire et les tourments de la Réforme l'ont dotée de deux tours de hauteurs inégales. La première, restée inachevée, a été ébauchée au XVIe siècle, une seconde tour, plus petite, a été édifiée pour combler l'écart entre la nef et la tour préexistante. Au-dessus du maître-autel, se trouve la "Belle Madone" ("schöne Madonna").
- Ruines du château du Vieux Wartenburg ("Alt Wartenburg") : 4850 Timelkam / Vöcklabruck.
- Le "Museum der Heimatvertriebenen", Salzburgerstraße 8a ("in Huebmer-Haus"). Il est ouvert chaque mercredi d'avril à octobre de 9 h 30 à 11 h 30. Les visites, en particulier de groupes, sont possibles même en dehors des heures normales d'ouverture sur rendez-vous (y compris d'octobre à mars). Un samedi par mois est organisée une journée portes ouvertes ("Tag der offenen Tür") de 14 h à 18 h.

Ce musée porte sur l'émigration forcée des germanophones d'Europe de l'Est ("Sudetendeutsche", "Donauschwaben", "Siebenbürger Sachsen", "Beskidendeutsche") en 1945.
- Le musée municipal du patrimoine local ("Stadtmuseum Heimathaus"). Le musée offre une vue transversale de la vie rurale et urbaine dans la région et offre à voir une collection d’habitations lacustres (construction sur pilotis dans la zone de l'Attersee). Une salle est dédiée au compositeur Anton Bruckner. Le musée garde jalousement la fameuse pièce de fer de Wolfsegg (ou "Cube de Salzbourg"[4], le plus célèbre des supposés paléoartefacts, c'est-à-dire des objets fossiles d'origine artificielle). Un guide rédigé en anglais est disponible sur demande.

Il est ouvert de 10 h à 12 h : le mercredi et le samedi de mai à septembre et uniquement le mercredi d'octobre à avril.
- Le musée du vieux rempart ("Museumsführungen").

Lors de la nuit des musées ("Lange Museumsnacht") les musées sont ouverts gratuitement au public. En 2010, elle a eu lieu le samedi 2 octobre, de 18 h à 24 h : ont été offertes des visites guidées, des dégustations (gratuites sauf au Musée du vieux rempart), des expositions  (photos avec vues anciennes et récentes de Vöcklabruck et manuscrits à l'Heimathaus), des exécutions de morceaux musicaux…
- L'église paroissiale Saint-Ulrich.
- L'église évangélique de Vöcklabruck ("Evangelische Kirche Vöcklabruck") ou église évangélique de la paix ("Evangelische Friedenskirche"), à Feldgasse (pas loin de l'hôtel de ville, ou "Rathaus").

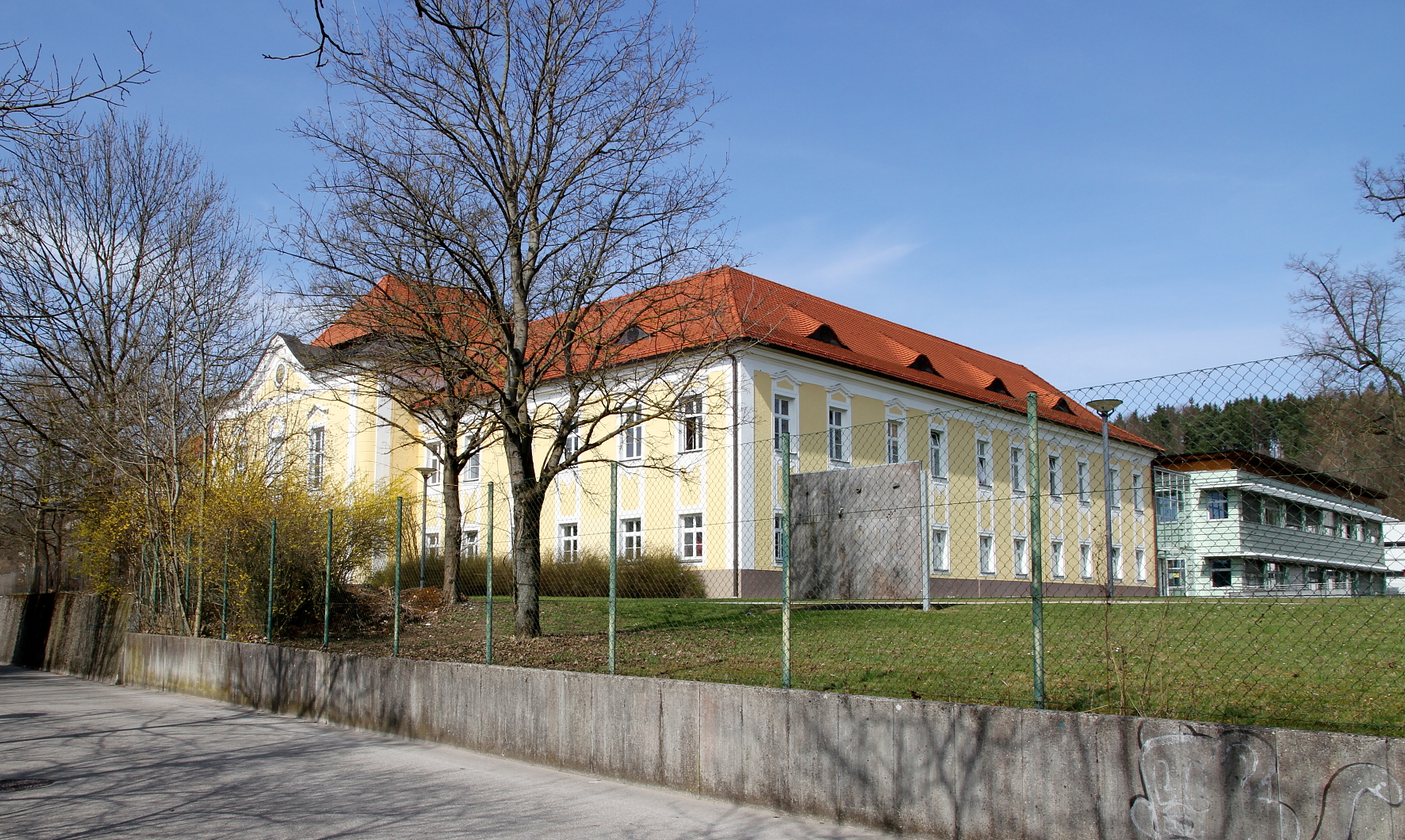
Le château de Wagrain

- Le château de Wagrain ("Schloss Wagrain"[5]), au bout de la rue dite "du château" ("Schlosstrasse").

## Loisirs, culture, gastronomie et vie pratique
Pour vous renseigner, vous pouvez vous rendre à l'office de tourisme ("Tourismusbüro"). Assurant la vente de billets, il est ouvert du lundi au vendredi de 9 h 0 à 12 h 30 et de 14 h à 18 h. Vous pouvez également vous informer auprès du service municipal de la culture ("Kulturabteilung der Stadtgemeinde") au Klosterstrasse 9 (qui est également l'adresse de la Kultur und Freizeit GmbH: "Ltd Culture et Loisir"). Il existe aussi une chaîne de télévision locale pour tout le district.
La salle municipale de Vöcklabruck (“Stadtsaal Vöcklabruck”, au no 22 a de la place municipale : Stadplatz 22 a), ouverte au public en 1982, est le lieu de diverses manifestations publiques (concerts, spectacles de cabaret, conférences et documentaires, représentations théâtrales, théâtre musical, opéras, spectacles pour enfants…)
 Depuis 1976, des expositions d'artistes autrichiens et internationaux ont lieu à la Galerie de la ville de Vöcklabruck ("Galerie der Stadt Vöcklabruck").
 Des concerts ont également lieu à l'école régionale de musique de Vöcklabruck ("Landesmusikschule Vöcklabruck") ainsi qu'à l'église évangélique de la ville.

L'ouverture d'un Centre Art and Culture de la Fondation Hatschek est projetée.
Des lectures à haute voix sont données à la Cave littéraire ("Literaturkeller").
En été, on peut occuper son temps libre au bord de l'Attersee. C'est un des lacs les plus beaux et les plus propres d’Autriche, il se trouve à 10 kilomètres de Vöcklabruck. C'est le paradis des sports nautiques.
Un complexe commercial du nom de Varena a ouvert en août 2010. On trouve beaucoup de restaurants et de cafés. Des soirées masquées sont organisées en divers endroits (à la caserne des pompiers, ou au Kolpinghaus, la maison des étudiants).
Ceux qui choisissent Vöcklabruck pour y passer les vacances peuvent également effectuer de superbes excursions dans les environs. Dans les alentours, il y a également beaucoup de boîtes de nuit.  Vous pouvez aussi passer votre soirée au cinéma, au Star Movie Regau.
Vöcklabruck possède une bibliothèque municipale (ou stadtbibliothek de Vöcklabruck). Elle est ouverte sans interruption de 8 h à 18 h 30 le lundi et de 8 h à 18 h 00 le mercredi et le vendredi. Elle offre deux postes Internet en haut débit (la consultation est payante et s'élève à 0,60 € la minute), avec scanner et imprimante. Outre les publications en langue allemande, on peut y trouver quelques livres en français, en anglais et en d'autres langues.

La paroisse met également à disposition du public une bibliothèque, la Vöcklabibliothèque dans le presbytère de Vöcklabruck ("Vöcklabucherei im Pfarrhof Vöcklabruck"), ouverte le dimanche de 9 h à 12 h et le jeudi de 16 h 30 à 19 h 30.
Plusieurs restaurants chinois se trouvent dans la ville : 
- Le Dragon chinois ("Chinesischer Drache"), situé Linzer Strasse 67-73, est ouvert du lundi au dimanche de 11 h 30 à 14 h 30 et de 17 h 30 à 23 h 30. Il propose notamment des buffets à volonté : un buffet à 6,90 € du lundi au samedi de 11 h 30 à 14 h 00 et un buffet à 13,90 € du lundi au samedi de 17 h 30 à 22 h 00 (ainsi que le midi et le soir pour les dimanches et jours fériés).
- China Restaurant Kyoto : situé Graben 19, il est ouvert de 11 h 30 à 14 h 30 et de 17 h 30 à 23 h 30. Fermé à partir du 30 mai 2011.
- China Restaurant Deer City : situé Industriestrasse 33, il est ouvert de 11 h 30 à 15 h 00 et de 17 h 30 à 23 h 30. Il propose aussi la formule de buffet à 6,90 €.

Un restaurant grec se trouve Salzburger Strasse 32.
La rue Hinterstadt réunit plusieurs points d'intérêt : l'office de tourisme (au no 14), la Maison Lebzelter (située aux no 13-15, la Lebzelterhaus  accueille la bibliothèque municipale, la Galerie et la Société d'art Hausruckviertel ou Hausruckvierteler Kunstkreises), la "Cave littéraire" (au no 21), le musée des traditions locales (au no 18), deux laveries (attention: le linge n'est pas lavé sur place, il faut attendre environ une semaine avant qu'il soit remis)… Une des laveries se trouve au numéro 7 : fermée le mercredi après-midi, elle est ouverte en semaine de 8 h à 12 h et de 14 h à 18 h, le samedi de 8 h à 12 h.
CallShop Walaa : centre de téléphonie mobile (achat, vente, échange, réparation, vente d'accessoires…), situé Gmundnerstrasse 17 et ouvert du lundi au dimanche de 9 h 30 à 22 h. On peut aussi y envoyer des fax, faire des photocopies, surfer sur Internet.
La caserne des pompiers ("Feuerwehrhaus") se trouve 6 Lampistrasse. Des soirées masquées y ont lieu (par exemple : samedi 15 janvier 2011, à partir de 20h, entrée libre).
L'hôtel de ville est ouvert de 8 h à 16 h les lundis, mardis et vendredis et de 8 h 00 à 13 h 00 les mercredis et vendredis.

Finanzamt Vöcklabruck (FA53) : A-4840 Vöcklabruck, Hatschekstraße 14. Horaires : lundi, mardi, mercredi, jeudi de 07 h 30 à 15 h 30 ; le vendredi de 07 h 30 à 12 h 00.
L'AMS situé Industriestrasse est ouverte du lundi au jeudi de 7 h 30 à 16 h 00 et le vendredi de 7 h 30 à 13 h 00.
La Bezirkshauptmannschaft est situé Sportplatzstraße 1-3.
Il est possible d'apprendre l'allemand en cours du soir à bon marché à la Volkshochschule Oberösterreich. L'adresse des cours à Vöcklabruck est : Englweg 1, 4840.

## Marchés
Plusieurs marchés se tiennent à Vöcklabruck.
Le marché hebdomadaire ("Wochenmarkt") de tradition séculaire a été mentionné en 1391 dans les annales de la ville. De nos jours, il a lieu tous les mercredis de 6 h 00 à 13 h 00 sur la place de la ville en se prolongeant dans la rue Hinterstadt. Si le mercredi est un jour férié, le marché se tient le jour ouvrable précédent.
Le marché des produits frais ("Frischemarkt") a lieu tous les samedis à partir de 6 h 00 et jusqu'à 13 h 00 sur la place de la ville. Si le samedi est un jour férié, le marché se tient le jour ouvrable précédent.
Le marché aux puces et de curiosités ("Kuriositätenflohmarkt") dont la réputation va bien au-delà des frontières de Vöcklabruck, se tient de 10 h 00 à 18 h 00 sur la place de la ville.
La foire aux chevaux ("Pferdemarkt") dont l'origine remonte à 1906 s'est développée au cours de son existence jusqu'à devenir la plus importante de la région. Le marché aux chevaux se tient chaque année le mercredi précédant la Pentecôte. Les plus beaux chevaux sont alors primés dans la catégorie dont ils relèvent.
Le marché Saint-Égide ("Ägidimarkt") a lieu chaque année le premier samedi de septembre de 7 h 00 jusqu'à 13 h 00 heures autour de la place de l'église Dörfl.
Le marché de l'Avent ("Advent") lors des fêtes de Noël et aux dates variables.
Une fois par an, est également organisée une braderie  par la paroisse locale (en 2010, le jeudi 30 septembre après-midi et le vendredi 1er octobre toute la journée ainsi que le samedi 2 octobre le matin).

## Éducation
Parmi ses 15 établissements, Vöcklabruck en compte 7 se concluant avec une classe de "matura" (équivalent de la Terminale en France). Aux infrastructures destinées à l'enseignement primaire se joignent les collèges et des établissements de l'enseignement général et professionnel.
La municipalité prend en charge les écoles publiques élémentaires ("öffentlichen Volksschulen") 1 et 2 de la rue Schérer, l'école primaire publique ("öffentlichen Hauptschule") de la même rue ("Schererstraße"), l'école Pestalozzi de la rue Laudon ("Laudonstraße"), et l'École polytechnique de l'arrière ville ("Hinterstadt"). Pour le service de l'après-midi dans les écoles publiques élémentaires et à l'école Pestalozzi il existe une prise en charge scolaire en milieu urbain. Là, des enseignants aident les élèves dans l'apprentissage et les assistent dans l'élaboration de leur temps libre.

## Sport
Le "stade des Alpes" -  Vöcklabruck possède un stade, le "stade des Alpes" (das Voralpenstadion, au Robert Kunz Straße 2). D'une capacité de 9 000 places et disposant d'un gazon artificiel, il sert à l'entraînement et pour le sport de compétition. Il est utilisé y compris par les écoles (cours d'éducation physique) et les clubs des environs. Football, athlétisme, musculation (en salle), tennis de table (en intérieur), tir (avec un stand de tir pour les clubs de tir) y sont pratiqués. Il est également le lieu de diverses manifestations culturelles (Festival International de Musique, spectacles, manifestations musicales…).
Le "complexe sportif Delta" - Un nouveau centre sportif, le Delta Sportpark, a ouvert ses portes.  Il est ouvert chaque jour de la semaine (samedi et dimanche inclus) de 9 h à 22 h. Il comprend une salle de musculation, deux salles de fitness, un sauna, une salle avec des murs d'escalade… On peut également y pratiquer du tennis en salle. Bien-être, aérobic, et autres "bodyart" sont au programme (programme des cours consultable en ligne). Un café et des boutiques font également partie de ce centre. Forfait de 10 jours à la carte, abonnement trimensuel ou annuel. Cours d'essai gratuit.  
 
Il se trouve à deux pas du Stade des Alpes, dans la même rue (2a rue Robert Kunz). Le samedi 30 octobre 2010, a été organisée une journée portes ouvertes.
Le Happy Fit Fitness center, ouvert le 4 janvier 2010, est bon marché (à partir de 19,90 € par mois pour les appareils de musculation seuls) mais demande de payer en supplément une carte de membre (à 39,90 € pour l'année, elle permet d'accéder à toutes les salles du réseau) et de s'engager pour 12 mois. Il propose aussi des offres solarium à volonté, "all you can drink"… ou encore une formule "VIP" (combinant l'ensemble des offres) 

Situé TelfunkenStraße 6, il est ouvert du lundi au vendredi de 7 h 00 à 23 h 00 et les samedis, dimanches et jours fériés de 9 h 00 à 20 h 00.
Le medXtraining, à orientation plus médicale (y sont ainsi offerts des services de diététique) mais néanmoins ouvert à tout public. Dans la pratique, on y trouve le plus souvent une clientèle plutôt âgée (clientèle de seniors) et pour ce qui concerne le matériel de musculation seulement des appareils de renforcement musculaire (c'est-à-dire pas d'haltères). De taille plus réduite, ou plus humaine, que les autres complexes sportifs de la ville, il comprend cependant aussi un deuxième étage pour des exercices sur des tapis de gymnastique. Abonnement trimensuel ou annuel. Cours d'essai gratuit.

Situé GmunderStraße 11, il est ouvert : le lundi, mardi, jeudi et vendredi de 8 h 00 à 20 h 30, le mercredi de 8 h à 12 h  et de 16 h à 20 h ainsi que les samedis et dimanches de 9 h 00 à 14 h 00. Les jours fériés, il est soit fermé (Premier Mai, Pfingstsonntag…) soit il  fonctionne en horaire réduit (9 h 00-14 h 00).
Handball - Dans l'après-guerre, le Département de handball du SV Vocklabruck a joué un rôle important. Les joueurs en jersey noir et blanc ont compté notamment : Hermann Kamper (gardien), Rupert Pichlmann, Max Asen, Rudi. Une grande date dans l'histoire du handball a été celle du 9 avril 1950 (Pâques), jour d'un match amical avec l'équipe suisse de handball de Thoune.

## Célébrités
- Anton Bruckner (1824-1896), compositeur
- Kahowez Günter (* 1940), compositeur autrichien
- Wilhelm Kienzl (1857-1941), musicien
- Oskar Czerwenka (1924-2000), chanteur d'opéra (basse) et peintre, né et mort à Vöcklabruck.
- Wolfgang Holzmair (né à Vöcklabruck en 1952), célèbre baryton autrichien et chanteur d'opéra.
- Emilie Mediz-Pelikan (1861-1908), peintre et lithographe autrichienne
- Franz Bucar (né en 1925), peintre autrichien
- Hans Eichhorn (né en 1956), écrivain autrichien
- Franzobel (né en 1967), écrivain autrichien
- Franz Stelzhamer (1802-1874), écrivain
- Rudolf Jungmair (1813-1875), écrivain
- Kurt Palm (né en 1955), auteur et metteur en scène autrichien
- Werner Kreindl (1927-1992), célèbre acteur (a immigré à Vöcklabruck et y a grandi)
- Alexandra de Hanovre (né à Vöcklabruck le 20 juillet 1999), princesse monégasque, fille de la princesse Caroline de Monaco
- Jim Sily (1946), homme politique, homme d'affaires et ancien athlète (football), a émigré au Canada en 1951
- Peter Hackmair (né en 1987), footballeur autrichien
- Leonhard Schiemer (né à Vöcklabruck vers 1500), chef de file du mouvement anabaptiste
- Hans Jörg Meyer Eich (né en 1940), théologien luthérien américain
- Max Auer : musicologue né à Vöcklabruck en 1880

## Jumelages
La ville de Vöcklabruck est jumelée avec :
- Český Krumlov (Tchéquie)
- Hauzenberg (Allemagne)
- Slovenj Gradec (Slovénie)

## Excursions dans les environs
- Bad Ischl, la ville impériale vaut le détour
- L'auberge du cheval blanc (“Weißes Rössl”) de St. Wolfgang ("Sankt Wolfgang im Salzkammergut")
- Le ravissant château “Seeschloß Orth” à Gmunden